# ジョン・タートルトーブ
ジョン・タートルトーブ（Jon Turteltaub、1963年8月8日 - ）は、アメリカ合衆国の映画監督、映画プロデューサーである。

## 経歴
1963年8月8日、ニューヨーク州ニューヨーク市に生まれる。1985年、ウェズリアン大学を卒業した。1988年、南カリフォルニア大学映画芸術学部を卒業した。
1993年、『クール・ランニング』を監督する。1996年、ジョン・トラボルタ主演の『フェノミナン』を監督する。2004年に『ナショナル・トレジャー』、2007年に『ナショナル・トレジャー リンカーン暗殺者の日記』を監督した。2013年、『ラストベガス』を監督した。

## フィルモグラフィー

### 映画
- バーバリアン・ブラザースのシンク・ビッグ Think Big（1990年） - 監督・脚本
- ドライビング・ミー・クレイジー Driving Me Crazy（1991年） - 監督
- クロオビキッズ 3 Ninjas（1992年） - 監督
- クール・ランニング Cool Runnings（1993年） - 監督
- あなたが寝てる間に… While You Were Sleeping（1995年） - 監督
- フェノミナン Phenomenon（1996年） - 監督
- ロケットマン RocketMan（1997年） - 製作総指揮
- ハーモニーベイの夜明け Instinct（1999年） - 監督
- キッド The Kid（2000年） - 監督・製作
- ナショナル・トレジャー National Treasure（2004年） - 監督・製作
- ナショナル・トレジャー リンカーン暗殺者の日記 National Treasure: Book of Secrets（2007年） - 監督・製作
- ディズニー映画の名曲を作った兄弟:シャーマン・ブラザーズ The Boys: The Sherman Brothers’ Story（2009年） - 出演
- 魔法使いの弟子 The Sorcerer's Apprentice（2010年） - 監督
- ラストベガス Last Vegas（2013年） - 監督
- MEG ザ・モンスター The Meg（2018年） - 監督

### テレビドラマ
- フロム・ジ・アース/人類、月に立つ From the Earth to the Moon（1998年） - 監督
- ジェリコ 閉ざされた街 Jericho（2006年 - 2008年） - 製作総指揮
- ハーパーズ・アイランド 惨劇の島 Harper's Island（2009年） - 監督・製作総指揮
- ラッシュアワー Rush Hour（2016年） - 監督